# Jaramillo (Panama)
Jaramillo è un comune (corregimiento) della Repubblica di Panama situato nel distretto di Boquete, provincia di Chiriquí. Si estende su una superficie di 77 km² e conta una popolazione di 2.655 abitanti (censimento 2010).  